# Воякова
Воякова (пол. Wojakowa) — село в Польщі, у гміні Івкова Бжеського повіту Малопольського воєводства.
Населення — 1079 осіб (2011).
У 1975-1998 роках село належало до Тарновського воєводства.

## Демографія
Демографічна структура станом на 31 березня 2011 року:
|          | Загалом | Допрацездатний вік | Працездатний вік | Постпрацездатний вік |
| -------- | ------- | ------------------ | ---------------- | -------------------- |
| Чоловіки | 529     | 134                | 334              | 61                   |
| Жінки    | 550     | 128                | 303              | 119                  |
| Разом    | 1079    | 262                | 637              | 180                  |